# Iljusjin Il-78
Iljusjin Il-78 (NATO-rapporteringsnamn: Midas) är ett ryskt militärflygplan avsett för tankning i luften. 
Planet utvecklades av Sovjetunionen och är en vidareutveckling av det lyckade transportflygplanet Il-76MD. Planet flögs för första gången 1983 och togs i tjänst av Sovjetunionen 1987. Planet, som använder sig av det så kallade slang-tratt systemet, har tre lufttankningsstationer. Dessa är placerade en under var vinge, samt en på vänster sida bak på flygkroppen. Stationerna under vingarna är monterade i löstagbara moduler. Planet kan maximalt medföra 138 ton bränsle, som kan överföras i en hastighet av 900 till 2 200 liter per minut.
Idag är Ryska flygvapnet den största användaren med cirka 20 plan i tjänst. Även Indiens flygvapen (sex Il-78MKI), Pakistans flygvapen och folkets befrielsearmés flygvapen (åtta flygplan) använder sig av planet.
Priset per flygplan beräknas ligga på mellan 25 och 35 miljoner US dollar.